# Nicolai Ceban
Nicolai Ceban, né le 30 mars 1986 à Talmaza (en), est un lutteur libre moldave.
Il est le porte-drapeau de la Moldavie lors de la cérémonie d'ouverture des Jeux olympiques d'été de 2016.

## Palmarès

### Jeux olympiques
- 12e en lutte libre dans la catégorie des moins de 97 kg en 2016 à Rio de Janeiro
- 11e en lutte libre dans la catégorie des moins de 96 kg en 2012 à Londres
- 12e en lutte libre dans la catégorie des moins de 96 kg en 2008 à Pékin

### Championnats d'Europe
- Médaille de bronze en lutte libre dans la catégorie des moins de 97 kg en 2014 à Vantaa
- Médaille de bronze en lutte libre dans la catégorie des moins de 96 kg en 2011 à Dortmund